# Luogotenente
Un luogotenente è colui che funge da assistente e consigliere del sovrano e coordina piani e attività, e che, in caso di assenza temporanea, esercita la reggenza e il comando temporaneo dell'istituzione.
È anche un grado militare, oggi apicale della Categoria dei sottufficiali nelle forze armate italiane o della categoria ufficiali, nelle forze armate straniere, in particolare, quelle statunitensi.

## Storia
Nell'antico esercito romano, il luogotenente era un ufficiale che coadiuvava e sostituiva il comandante supremo.
Fra gli esempi famosi, il generale Josef Radetzky, generale dell'Esercito imperiale austriaco è stato due volte luogotenente del Veneto. Nell'età del risorgimento italiano erano molti i luogotenenti nominati dai rispettivi re dei vari stati italiani.

### Repubblica di Venezia
Nella Repubblica di Venezia il luogotenente era il governatore (altrove furono usati altri titoli, come quello di provveditore) dell'isola di Cipro, quando nel 1473, alla morte Giacomo II di Lusignano, ultimo re crociato dalla casata di Lusignano, la Repubblica di Venezia assunse il controllo dell'isola, annettendola poi nel 1489 quando la vedova, la regina Caterina Corner abdicò e cedette l'isola alla Repubblica di Venezia fino a quando l'isola cadde in mano dei turchi nel 1570. Oltre al luogotenente il comando militare veniva affidato a un capitano, di fatto governatore militare, fino al 1571 alla caduta di Famagosta, l'ultima fortezza veneziana dell'isola.

### Regno di Sicilia
Nel Regno di Sicilia fu nominato da Ferdinando III di Sicilia luogotenente del Regno (termine usato per la prima volta) e capitano generale del Regno, Alessandro Filangieri, principe di Cutò,  che giurò il 16 febbraio 1803. Lo restò fino a qualche giorno prima della morte, quando ricevette nel gennaio 1806 il sovrano fuggito da Napoli.
Nel 1812 Ferdinando di Borbone nominò il figlio Francesco di Borbone, duca di Calabria Luogotenente del regno e lo mantenne anche quando tornò a Napoli nel 1815.

### Regno delle Due Sicilie
Nel Regno delle Due Sicilie con lo Statuto dell'11 dicembre 1816 esisteva la carica di Luogotenente generale dei reali domini al di là del Faro, cioè il Governatore nominato dal Re per la Sicilia.

#### Luogotenenti di Ferdinando I delle Due Sicilie (1816-1825)
- 1816 - Luogotenente generale Niccolò Filangieri Principe di Cutò
- 1817 - Luogotenente generale, il principe ereditario Francesco di Borbone, duca di Calabria
- 1820 - Luogotenente generale in Sicilia, ammiraglio Diego Naselli d'Aragona
- 1820-21 (a causa dei moti il Luogotenente generale Pietro Colletta e poi il Luogotenente generale Vito Nunziante)
- 1821 - Luogotenente generale in Sicilia Niccolò Filangieri, Principe di Cutò
- 1824/1825 - Luogotenente generale in Sicilia, Pietro Ugo, marchese delle Favare

#### Luogotenenti di Francesco I delle Due Sicilie (1825-1830)
- 1825/1830 - Luogotenente generale in Sicilia, Pietro Ugo, marchese delle Favare

#### Luogotenenti di Ferdinando II delle Due Sicilie (1830-1859)
- 1830/35 - Luogotenente generale in Sicilia, Leopoldo di Borbone, conte di Siracusa
- 1835/37 - Luogotenente generale in Sicilia, Antonino Lucchesi Palli, principe di Campofranco
- 1837/40 - Luogotenente generale in Sicilia, Onorato Gaetani, duca di Laurenzana
- 1840/48 - Luogotenente generale in Sicilia, Tenente generale Luigi Nicola de Majo, Duca di San Pietro
- 1849/55 - Luogotenente Generale in Sicilia, Tenente generale Carlo Filangieri, principe di Satriano
- 1855/59 - Luogotenente Generale in Sicilia, generale Paolo Ruffo di Bagnara, principe di Castelcicala

#### Luogotenenti di Francesco II delle Due Sicilie (1859-1860)
- 1859/60 - Luogotenente Generale in Sicilia, generale Paolo Ruffo di Bagnara, principe di Castelcicala
- 18 maggio/19 giugno 1860 - Luogotenente Generale in Sicilia, generale Ferdinando Lanza

### Regno di Sardegna e Regno d'Italia
Nel Regno di Sardegna e in seguito nel Regno d'Italia, quando il re era lontano dal suo ufficio per qualche motivo, come ad esempio per seguire l'esercito in guerra sul campo di battaglia, veniva nominato un Luogotenente Generale del Regno, scelto tra i membri della famiglia reale sabauda per svolgere alcuni dei compiti del re come viceré. Accadde nel 1848, quando durante la prima guerra d'indipendenza il re Carlo Alberto raggiunse il campo di battaglia in Lombardia, Eugenio di Savoia Carignano venne nominato "Luogotenente Generale del Regno", carica ricoperta anche l'anno successivo, quando dopo la sconfitta subita da Carlo Alberto nella battaglia di Novara, toccò a lui dare l'annuncio che il re sconfitto aveva abdicato e la successione era passata al figlio Vittorio Emanuele II. Eugenio di Savoia Carignano ricoprì lo stesso ruolo nel 1859 e nel 1866 quando Vittorio Emanuele II prese parte alla seconda e alla terza guerra d'indipendenza e ricoprì uguale compito nel 1860 e 1861 durante la transizione dell'ex Granducato di Toscana e del Regno delle Due Sicilie verso il neo-costituito Regno d'Italia.
Il 25 maggio 1915 dopo l'entrata in guerra dell'Italia nel primo conflitto mondiale il re Vittorio Emanuele III, lasciata Roma per raggiungere il quartier generale dell'Esercito ed assumere il comando supremo, nominò suo zio, Tommaso di Savoia Duca di Genova, "Luogotenente Generale del Regno" con poteri delegati per l'amministrazione ordinaria e urgente, esclusi gli affari di grave importanza fino al 1919.
Alla fine della seconda guerra mondiale, lo stesso Vittorio Emanuele III nominò suo figlio Umberto II come
"Luogotenente Generale del Regno" nel tentativo di salvare la monarchia, che era stata compromessa con il regime fascista.

### Regno Unito
Nel Regno Unito il titolo di luogotenente di una regione (non necessariamente nel senso formale, solitamente relativo ad una regione storica) è oggi un titolo largamente onorifico, con alcuni compiti di rappresentanza del monarca e senza effettivi poteri. La dizione in inglese è lord lieutenant e il titolare pospone al nome la sigla LL. Il luogotenente nomina alcune decine di vicari, deputy lieutenant, che pospongono al proprio nome la sigla DL.

## Forze armate
Nel linguaggio militare, il grado di tenente deriva da luogotenente (francese lieu-tenant) il cui grado minore è sottotenente o alfiere. Il grado di tenente infatti deriva etimologicamente direttamente da luogotenente, da cui è stata elisa per abbreviazione la prima parte.
In molti paesi, in particolare quelli anglosassoni, quello di Luogotenente generale, era un antico grado delle forze armate, corrispondente all'attuale tenente generale.
Nel Regno di Sardegna corrispondeva al grado superiore a quello di sottotenente. Attualmente in alcune forze armate di lingua inglese è equivalente a quello di tenente. 
Nella forze armate italiane fino al 2017 quella luogotenenziale era soltanto una qualifica, cui si accedeva dopo aver indossato il grado di Maresciallo aiutante per 12 anni. Successivamente, con il riordino delle carriere dell'anno 2017, è diventato grado.

### In Italia
Nelle forze armate italiane contemporanee "Luogotenente" è un grado introdotto nel 2017 in seguito al riordino dei ruoli e delle carriere del personale delle Forze armate. Tale grado ha sostituito le precedenti qualifiche di Primo maresciallo luogotenente dell'Esercito della Marina e dell'Aeronautica, di maresciallo aiutante luogotenente dei Carabinieri, mentre la denominazione è rimasta immutata nella Guardia di Finanza.